# What I Like About You
What I Like About You (O que Mais Gosto em Ti (título em Portugal) ou Coisas que Eu Odeio em Você (título no Brasil)) é uma sitcom norte-americana que se passa em Nova Iorque, e que segue a vida de duas irmãs, Valerie Tyler (Jennie Garth) e Holly Tyler (Amanda Bynes). A série foi transmitida pelo canal The WB de 20 de setembro de 2002 a 26 de maio de 2006, com um total de 86 episódios, divididos em 4 temporadas. Curiosamente, What I Like About You, em tradução livre, significa "Coisas Que Eu Adoro em Você", mas seu título brasileiro foi traduzido para "Coisas Que Eu Odeio em Você".
No Brasil, foi exibida entre 2002 e 2006 no Warner Channel, legendada; e posteriormente no SBT e no Boomerang, com dublagem.

## Enredo
Holly Tyler é uma adolescente de 16 anos, quando seu pai é transferido no trabalho para o Japão, Valerie, sua irmã mais velha, pede que ela vá morar com ela, em seu apartamento, e isso vira a vida das duas de cabeça para baixo. 

## Elenco

### Personagens Principais
- Amanda Bynes como Holly Tyler

A personagem principal, ela é engraçada e extrovertida, e como todo adolescente causa muitos problemas, mas é uma boa pessoa. Ela da conselho a Valerie várias vezes, mas é folgada e bagunceira, ela não têm muitos valores, e em nenhum momento deixa alguém falar mal de Valerie sem um discurso sobre porque ela é uma boa irmã. Ela fez amizade facilmente com Gary, Tina, Lauren, Vince e com vários outros. E no final fica com Vince.
- Jennie Garth como Valerie "Val" Tyler

A irmã de Holly, ela age como uma adulta, e uma criança ao mesmo tempo, e ser má, às vezes a deixa com tontura. Ela era uma das melhores Relações Publicas da empresa de Peter, mas logo depois de ele entrar, ela pediu demissão, e Lauren foi junto com ela. Costumavam ser inimigas, mas se tornaram grandes amigas e parceiras de negócios. Ela tentou se livrar de Loren expondo a prisão dela, mas decidiu não fazer isso e se tornaram amigas. Ela usa óculos enormes e cafonas durante a noite. Depois que abrem juntas uma empresa de RP, e Loren acaba com ela sem querer, ela compra uma confeitaria que faz sucesso na cidade. No final se casa com Vic.
- Wesley Jonathan como Gary

Gary é o melhor amigo de Holly, ele vai junto com ela para New York e acha que Valerie o ama, mas ela nem sabe o nome dele. Ele se dá bem com as pessoas facilmente, ele nunca consegue um bom trabalho, mas está sempre de bom humor. Ele é mulherengo e canta a primeira mulher bonita que vê, mas sempre acaba se dando mal. E no final fica com Tina.
- Leslie Grossman como Lauren

Lauren começou como uma pessoa manipuladora com uma bela lábia, que pretendia tirar de Valerie a promoção tal qual ela trabalhou tanto para conseguir, usando tudo o que Valerie tivesse contra ela, mas quando Val decidiu não usar "A Bazuca", e expor a empresa que ela é ex-presidiária, Lauren se tornou muito amiga dela. Quando Valerie saiu, Lauren saiu também, as duas passaram a trabalhar juntas. Lauran faliu a empresa de Val sem querer, e por isso, brigaram, mas Val a chamou para trabalhar na confeitaria.
- Simon Rex como Jeff (Temporada 1)

Era o namorado de Valerie, eles eram muito apaixonados, mas terminaram com um pouco de culpa de Holly. Holly disse a Valerie que achava que Jeff ia pedi-la em casamento, mas quando ele não fez isso, Valerie terminou com ele porque achou que o romance deles não teria futuro. Ao mesmo tempo, Valerie se tornou amiga de Lauren. Depois disso, Valerie não o viu mais.
- Nick Zano como Vince (Temporadas 2, 3 e 4)

É um tipo de ajudante na casa da Val, Holly é apaixonada por ele, e ele se apaixona por Holly, mas nenhum dos dois namora. Antes de Val se casar, Tina e ele transam, mas não querem contar para Holly com medo de entristece-la. Holly se apaixonou perdidamente por ele quando eles dormiram no pátio da casa de Val. Ele divide o apartamento com Gary e Ben. Henry terminou com Holly por causa dele. Na 4º temporada eles começam a namorar no primeiro capitulo,terminam o namoro no anti-penúltimo e reatam no último, quando Val está se casando.
- Michael McMillian como Henry (Temporada 1,2 e 3)

Foi o namorado de Holly, depois eles terminam porque Holly gosta de Vince e ele vai pra faculdade.
- Allison Munn como Tina (Temporada 2, 3 e 4)

É a filha de uma escritora que escreveu um livro chamado "Domando seu Adolescente", que Valerie queria como cliente, a início ela mandou uma imagem chata, irritada e mimada, mas é uma boa pessoa. Ela não gosta muito da mãe e quando se conheceram, ela pensou que estava grávida, mas Holly disse que o teste de gravidez que a mãe de Tina encontrou era dela, ela tirou a ideia de se aproximar de Holly e Val da cabeça. Ela disse para Val desistir de Holly, mas Holly revidou, e Tina decidiu ficar com Holly e Val. Ela se torna a melhor amiga de Holly, e transa com Vince e fica com remorso, em seu último emprego, se apaixona pelo chefe, que tem uma esposa. No final da série fica com Gary.
- Stephen Dunham como Peter (Temporada 2)

Era o chefe de Val e Lauren, mas elas se demitiram e abriram sua própria empresa de RP. Ele se apaixona por Val e Val por ele, mas não ficam juntos, já que ele disse que jamais se casaria, e isso também porque ele está com uma nova garota toda vez que Val o vê.
- Dan Cortese como Vic Meladeo (Temporada 1 e 4)

Era o chefe de Val na 1ª temporada e se torna o marido dela na última temporada. Val estava bêbada quando eles se casaram, Vic era apaixonado por ela, aos poucos Val se apaixona por ele, que nunca quer deixá-la.

### Personagens Recorrentes
Listados pelo número de temporada que cada um apareceu:
- David de Lautour como Ben Sheffield (temporada 3)
- Edward Kerr como Rick (temporadas 2-4)
- Anicka Haywood como Jill (temporadas 1-2)
- Sara Erikson como Robyn Marquette (temporada 4)
- Danneel Harris como Kate (temporada 2)
- Luke Perry como Todd (temporada 3)
- Scott N. Stevens como Dave (temporada 3)
- Ken Marino como Brad (temporada 3)
- Minka Kelly como Ricki (temporada 3-4)
- Barry Bostwick como Jack Tyler (temporada 4; no "Pilot" o Sr. Tyler foi interpretado por Peter Scolari)
- Scott Weinger como Rubin (temporada 4)
- Mark Weiler como Marcus (temporada 4)
- Jason Priestley como Charlie (temporada 4)
- Kipp Shiotani como Toshi (temporada 4)
- Nick Zano como Vince
- Alison Munn como Tina